# Baldovinești (okręg Aluta)
Baldovinești – wieś w Rumunii, w okręgu Aluta, w gminie Baldovinești. W 2011 roku liczyła 617 mieszkańców.